# Hellin de Wavrin
Hellin de Wavrin († 1191 vor Akkon) war ein Seneschall von Flandern und Kreuzritter.
Er beerbte seinen um 1169 gestorbenen Vater Roger III. in den Burgherrschaften von Wavrin und Saint-Venant sowie im Amt des Seneschalls des Grafen von Flandern. Gemeinsam mit seinen jüngeren Brüdern, Bischof Roger von Cambrai und Robert, begleitete Hellin den Grafen Philipp I. auf den dritten Kreuzzug. Er als auch Roger wie auch der Graf von Flandern starben dort während der Belagerung von Akkon, während Robert de Wavrin von König Philipp II. August in die Heimat vorausgesandt wurde, um das herrenlos gewordene Flandern abzusichern.
Aus einer Ehe hatte Hellin mehrere Kinder, darunter Robert II. als seinen Nachfolger als Seneschall. Dessen Sohn, Seneschall Hellin II., war bekannt für seine Teilnahme an der Schlacht bei Bouvines 1214.